# Grotte des Églises
La grotte des Églises est une grotte ornée située sur le territoire de la commune de Ornolac-Ussat-les-Bains dans le département de l'Ariège, en France.
Il ne s'agit pas d'une simple grotte mais plutôt d'un ensemble dont Les Églises Inférieures, d'une superficie de 46 500 m2, est la plus vaste. Trois entrées y donnent accès, dont l'entrée nord présentant une fortification défensive de type spoulga. La galerie pariétale est fermée à la visite.

## Localisation
Elle se trouve dans la haute vallée de l'Ariège, entre Ussat et Ussat-les-Bains sur un coteau proche de l'Ariège. La grotte de Fontanet se trouve à 2,75 km sur la même commune.
Spéléométrie
Dans les environs

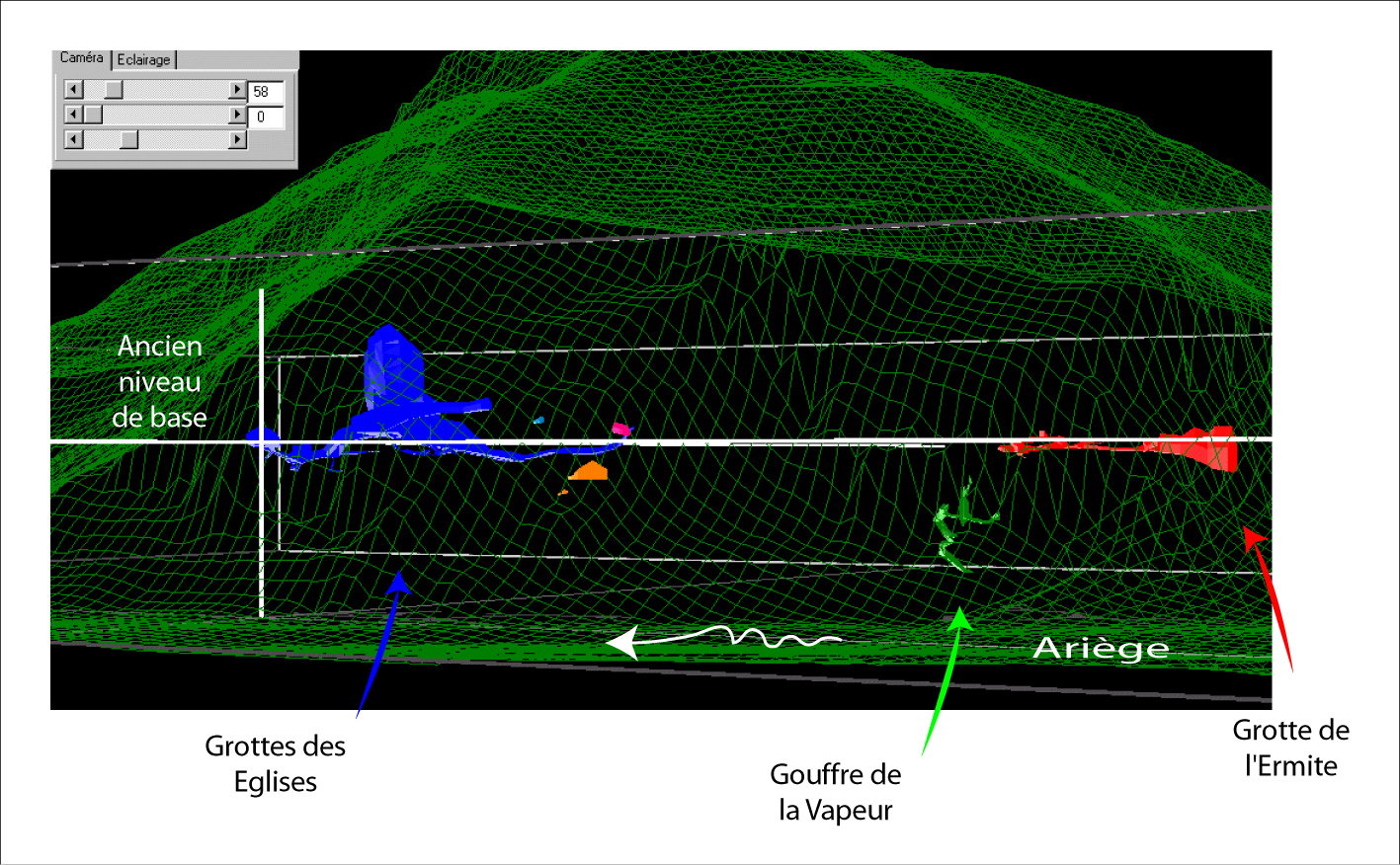
Modèle numérique de terrain intégrant les grottes des Églises, de la Vapeur et de l'Ermite à Ornolac-Ussat-les-Bains, d'après un logiciel de topographie développé par Jean-Pierre Cassou (GHTopo).

En face sur l'autre rive de l'Ariège se trouve la grotte de Lombrives. La grotte de l'Ermite est près de la D 123 à Ussat-les-Bains à environ à 500 m de la grotte des Églises.

## Géologie
Les galeries se situent dans du calcaire datant du Crétacé inférieur, pratiquement sans concrétions.

## Historique
L'occupation humaine dans la grotte s'étend de la fin de la période paléolithique, de l'âge du bronze moyen et du XIIIe ou XIVe siècle.
Découverte en 1921 et protégée par une porte de fer, le site archéologique se trouve dans une galerie avec des peintures à l'ocre et des gravures. Il comprend notamment des représentations de chevaux, bouquetins... et des figures plus difficiles à interpréter. Elle est fouillée au XIXe siècle par Félix Garrigou et à partir de 1964 jusqu'en 1977 par Jean Clottes. La grotte a abrité une intense activité de boucherie. 
Les archéologues André Leroi-Gourhan et Antonio Beltran ont produit des analyses et datations divergentes dans les années 1970 sur les peintures de la galerie. La dernière datation confirme que le site était occupé dès le Magdalénien final (12900 ans ± 200 AP).

## Protection
La galerie où se trouvent les peintures et gravures est fermée au public.
La grotte et ses abords constituent un site inscrit depuis le 9 mars 1943.